# Frontiers - Ai confini dell'inferno
Frontiers - Ai confini dell'inferno (Frontière(s)) è un film del 2007, diretto da Xavier Gens.
Insieme ad Alta tensione, Martyrs e a À l'intérieur, è stato acclamato dalla critica cinematografica come uno dei migliori horror francesi degli ultimi anni.

## Trama
Nel 2005 a Parigi il candidato dell'estrema destra sta per vincere le elezioni presidenziali e ciò causa delle violente rivolte in tutta la città. Cinque ragazzi tra cui Yasmine, una ragazza incinta, approfittano della confusione generale per mettere a segno una rapina ad una banca per permettere alla ragazza di abortire, ma vengono inseguiti dai poliziotti che feriscono gravemente uno di loro.

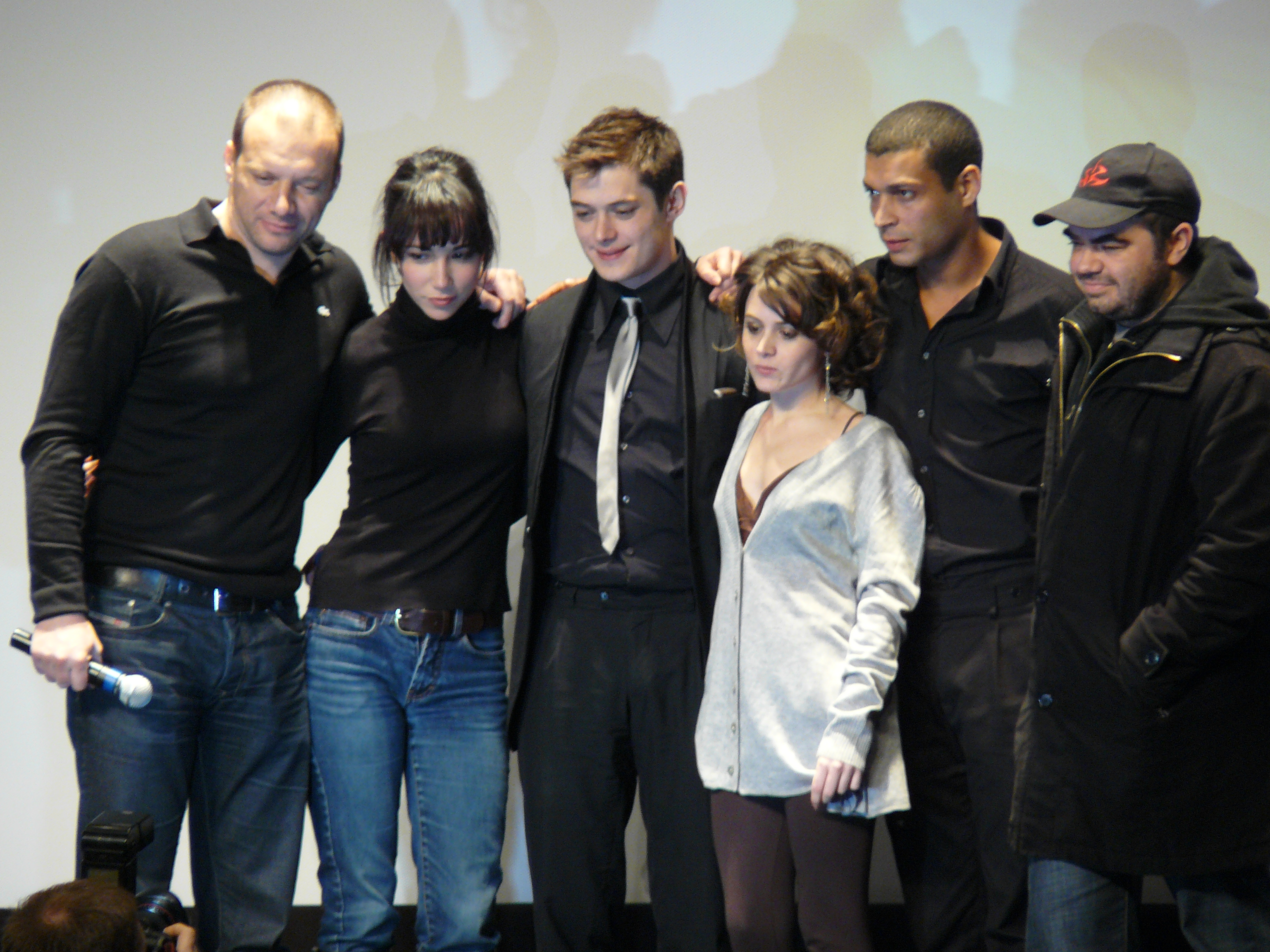
Il cast del film

I ragazzi, che avevano intenzione di fuggire nei Paesi Bassi, decidono di dividersi: il ferito viene portato in ospedale da Yasmin e dal suo ex fidanzato, mentre Tom e Farid raggiungono un ostello alla frontiera tra la Francia e il Lussemburgo per attenderli.
In camera i due ragazzi accendono la televisione e scoprono che il candidato dell'estrema destra ha vinto le elezioni. Dopo poco Karl, uno dei gestori dell'ostello, irrompe nella stanza dicendo di essere a conoscenza della rapina da parte dei ragazzi. Chiede spiegazioni a Tom, che lo stordisce con un pugno: i ragazzi poi scappano cercando di raggiungere la macchina, fuori dall'ostello, e vi riescono, ma vengono inseguiti da Goetz, che guidando il suo fuoristrada, li tampona, facendoli precipitare nei pressi di una vecchia miniera.
I ragazzi sono ancora vivi e riescono ad uscire dalla macchina sfasciata e si infilano in uno stretto cunicolo scavato nella roccia che li conduce nuovamente nell'ostello, e Tom viene colpito alla testa. Un uomo cerca di catturare anche Farid, ma quest'ultimo riesce a fuggire. Intanto Yasmin e Alex giungono allo stesso ostello. Alex, avventurandosi nelle stanze, trova Tom ancora vivo, appeso al soffitto a testa in giù con due ganci che gli trafiggono i piedi.
Alex, terrorizzato, va ad avvertire Yasmine per scappare dall'ostello insieme a lei, ma vengono bloccati dal "Padre", un uomo anziano, capo della famiglia di sanguinari neo-nazisti psicopatici. I due ragazzi vengono trascinati in un porcile e incatenati, come animali. Yasmin riesce a liberarsi e a scappare, mentre Alex resta incatenato, in attesa del Padre, che arriva lì poco dopo per torturarlo, recidendogli i tendini di Achille con delle pinze. Intanto Farid, che viene scoperto da uno dei membri della famiglia neo-nazista, muore in una camera a vapore.
Subito dopo Yasmine viene catturata da Goetz e riportata nel porcile, dove è costretta a vedere Alex che viene fucilato, e il suo corpo viene portato alla "conservazione", una stanza dell'ostello dove il cadavere subisce trattamenti per conservarsi e Yasmine viene lavata da tutto il sangue e fango di cui è sporca. La ragazza successivamente si sveglia in un letto e vede che nella camera c'è una giovane ragazzina che spiega a Yasmin la sua storia: da piccola è stata portata via dai suoi genitori dalla famiglia neo-nazista, che l'ha cresciuta dicendole che sarebbero venuti a prenderla. Appena è cresciuta l'hanno costretta ad avere dei figli per creare una discendenza, ma i bambini sono nati con dei problemi.
Poi la ragazzina taglia i capelli a Yasmin, per prepararla ad una cena con il resto della famiglia, nella quale il Padre passa il comando della famiglia a suo figlio Karl e fa una solenne cerimonia: obbliga Yasmin a sposare Karl e sostiene che il figlio che aspetta la ragazza darà l'inizio alla Razza Pura. Yasmine durante la cerimonia si ribella, minacciando di sgozzare il Padre, e gli altri membri della famiglia le sparano, ma sbagliano i colpi e uccidono il Padre e un altro uomo. Yasmin riesce a scappare, mentre Goetz e le due ragazze la inseguono.
Yasmine si ritrova a combattere contro i componenti della famiglia e riesce miracolosamente a salvarsi da tutti, uccidendoli: infine riesce a salire in macchina e a fuggire.

## Produzione
L'idea del film nacque nel 2002, quando la Francia attraversava un turbolento periodo politico. L'intenzione di Gens era di realizzare un omaggio a Non aprite quella porta, cult movie diretto da Tobe Hooper nel 1974. Gens tenne presente anche Salò o le 120 giornate di Sodoma, diretto da Pier Paolo Pasolini nel 1975, per quanto riguarda la discesa agli inferi dei ragazzi, inserendo però più umorismo..

## Distribuzione
È uscito nelle sale cinematografiche francesi nell'estate 2007. Nel 2008 il film è uscito negli Stati Uniti e in tutta Europa, mentre in Italia è stato distribuito a partire dal 7 novembre 2008 dalla Moviemax Media Group ed è stato vietato ai minori di 18 anni per la sua crudissima violenza gore/ultra-splatter.

## Promozione
- All'inizio del trailer di Frontiers appare una citazione tratta da Wikipedia[3]:

«Inferno:
il luogo metafisico (o fisico) che attende, dopo la morte, le anime (o i corpi) degli uomini preda del peccato... e dunque malvagi.
Wikipedia»

## Riconoscimenti
- 2008 - Méliès d'argento